# Industriegeschichte Offenbachs
Die Industriegeschichte Offenbachs beginnt Ende des 17. Jahrhunderts mit der Ansiedlung französischer Glaubensflüchtlinge. Die liberale Wirtschaftspolitik der Regierungen von Hessen-Darmstadt begünstigte die Entstehung, Ansiedlung und Entwicklung von industriellen Sparten, besonders der metallverarbeitenden, der chemischen, der Lederwaren- und der Druckindustrie. Aus dieser Zeit haben sich in Offenbach einige industrielle Zeugnisse bis in die Gegenwart erhalten. Heute ist die Stadt ein bedeutendes Dienstleistungszentrum und eines von zehn Oberzentren des Landes Hessen.

## Anfänge

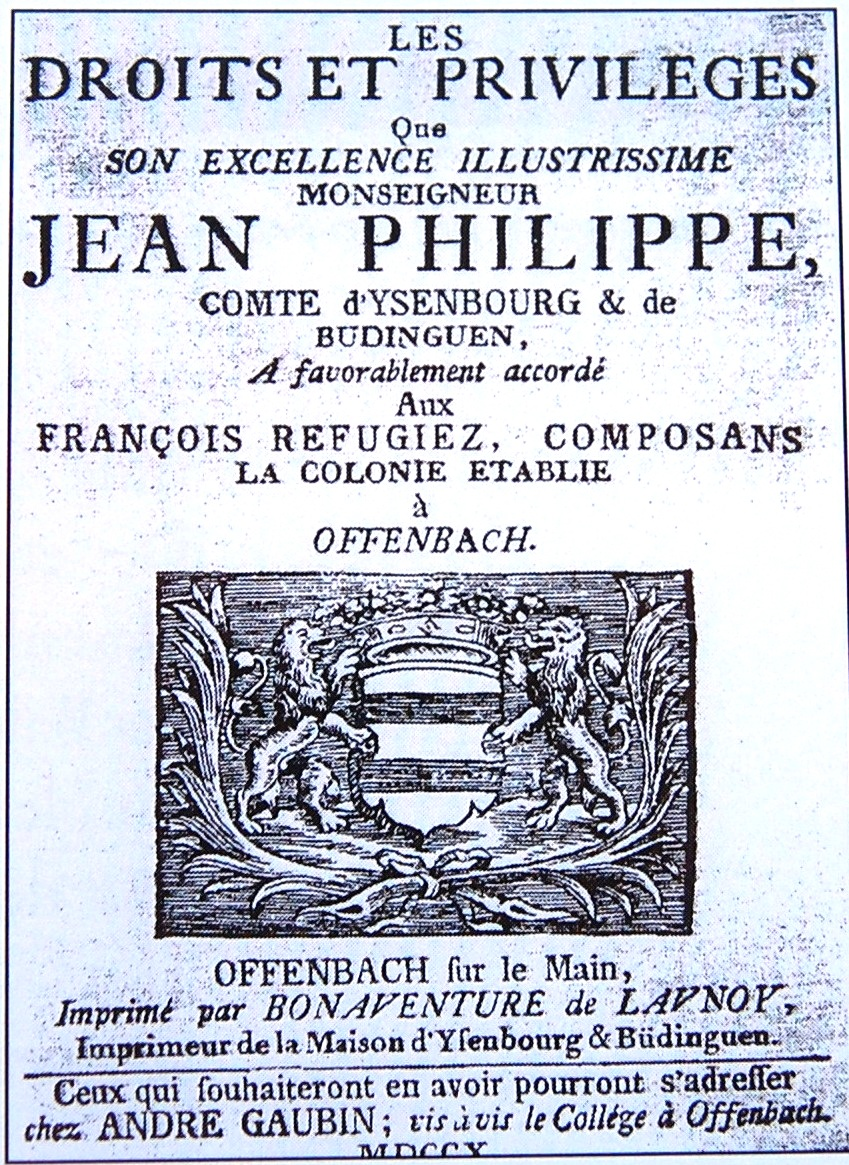
Privilegienerlass von 1705 des Grafen Johann Philipp von Isenburg-Offenbach für die Hugenotten in Offenbach am Main

Die Industriegeschichte von Offenbach am Main beginnt mit einem Erlass des Grafen Johann Philipp von Isenburg-Offenbach im Jahre 1705, mit welchem er die bereits Jahre zuvor begonnene Ansiedlung von Hugenotten in der Stadt legalisiert hatte und die Neubürger mit Privilegien ausgestattet hatte. Offenbach hatte immer noch mit den katastrophalen Folgen des Dreißigjährigen Krieges zu kämpfen und versuchte, seine Attraktivität durch gezielte Protektion zu steigern. Vor dieser Zeit war Offenbach als Gartenstadt bekannt, und sogar in der Innenstadt waren Grundstücke mit großen Obst- und Gemüsegärten zu finden. Die einzigen Produkte von überregionaler Bedeutung waren die sogenannten Offenbacher Fayencen.

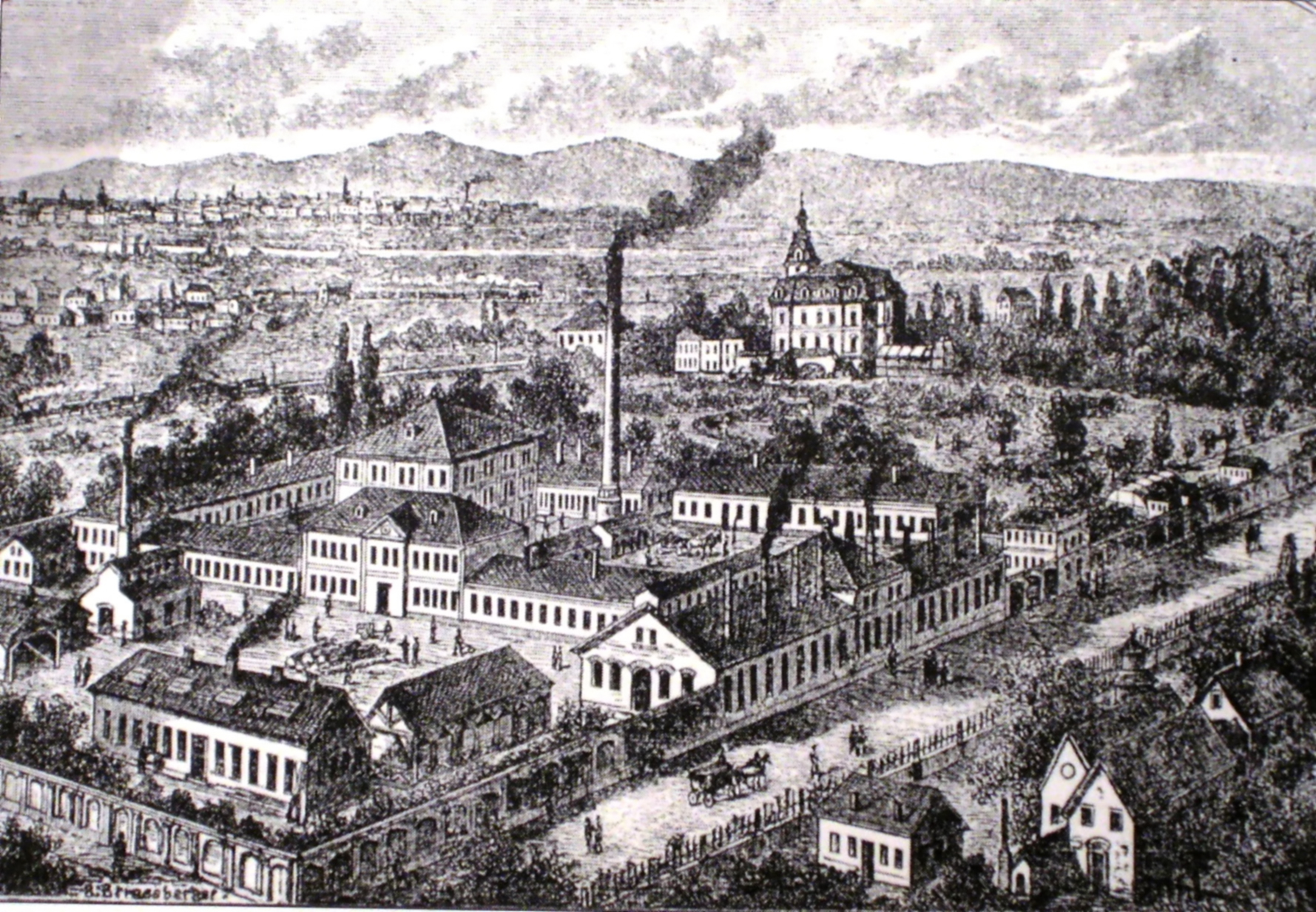
Wagenfabrik Dick & Kirschten, Hersteller von Luxus- und Gebrauchskutschen um das Jahr 1876

Um Konflikte mit den etablierten Berufsständen zu vermeiden, wurde den französischen Glaubensflüchtlingen verboten, sich in der Landwirtschaft oder im Handwerk zu betätigen. In Folge gründeten diese Manufakturen, kleine Betriebe mit ersten industriellen Ansätzen. Hergestellt wurden Erzeugnisse aus Seide, Kautabak, Schnupftabak, Schmuckdosen und andere Artikel des gehobenen Bedarfs. Erwähnenswerte Unternehmen aus dieser Epoche sind der Musikalienverlag und Notendruckerei Johann André, die Saitenfabrik Pirazzi, die Wagenfabrik Dick & Kirschten und die Tabakfabriken der Familien Bernard und d’Orville.
Die Wirtschaftspolitik der Nachbarstadt Frankfurt war noch im 18. Jahrhundert durch Ständerecht, Gilden und Handwerkszünfte reglementiert, und die Gründung neuer Manufakturen wurde bewusst erschwert und behindert. Frankfurter Händler und Handwerker betrachteten diese neuen Betriebe als Konkurrenz und versuchten, eine Ansiedelung in der Stadt zu verhindern. Unternehmensgründer wichen deshalb gerne in das liberalere Offenbach aus. Die weitgehende Gewerbefreiheit und die verkehrsgünstige Lage trugen maßgeblich zur industriellen Entwicklung der Stadt bei.

## 19. Jahrhundert

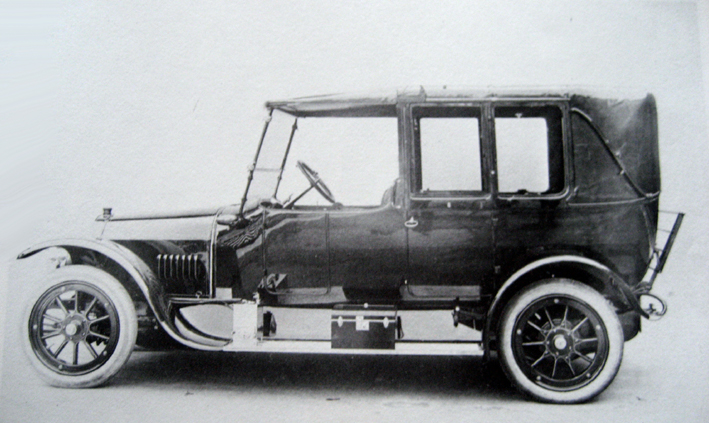
Automobil von Dick & Kirschten

Die ehemalige Dorf Offenbach wurde zügig zur Fabrikstadt ausgebaut. Die Infrastruktur wurde den neuen Bedarfen angepasst, der Mainhafen gebaut, der Güter- und Hauptbahnhof errichtet und das Straßennetz erweitert. Weitere produzierende Betriebe siedelten sich an. Es gab allerdings keine ausgewiesenen Gewerbegebiete, in Folge produzierten Betriebe auch in der Innenstadt und beeinflussten das Stadtbild und die Wohnqualität. Umweltschädliche Produktionsabläufe, wie damals in der chemischen Industrie üblich, und Platzprobleme zwangen teilweise zur Umsiedelung in die Randgebiete Offenbachs – erste Industriegebiete entstanden. Der große Bedarf an Arbeitskräften ließ Offenbach wachsen, die Stadt und die Gemeinden im Landkreis vervielfachten ihre Einwohnerzahl. Wegen der Einpendler nach Offenbach wurden eigens die Bahnlinien nach Heusenstamm, Dietzenbach errichtet und die Bahnstrecken nach Neu-Isenburg und Langen ausgebaut. Im Jahr 1871 zählte man im Stadtgebiet Offenbach 236 Fabriken, davon stellten 58 Lederwaren, 16 Stahlwaren, 12 Posamenten, 9 Filzwaren und Hüte sowie 8 Betriebe Zigarren her. Des Weiteren gab es 11 lithografische Anstalten und Druckereien sowie 10 Steinbrennereien in Offenbach. Die Lederwarenindustrie umfasste mit den Zulieferbetrieben fast 6000 Arbeitsplätze und war somit in dieser Epoche der bedeutendste Industriezweig der Stadt. 1879 fand die Hessische Landesgewerbeausstellung 1879 in Offenbach statt.

## 20. Jahrhundert

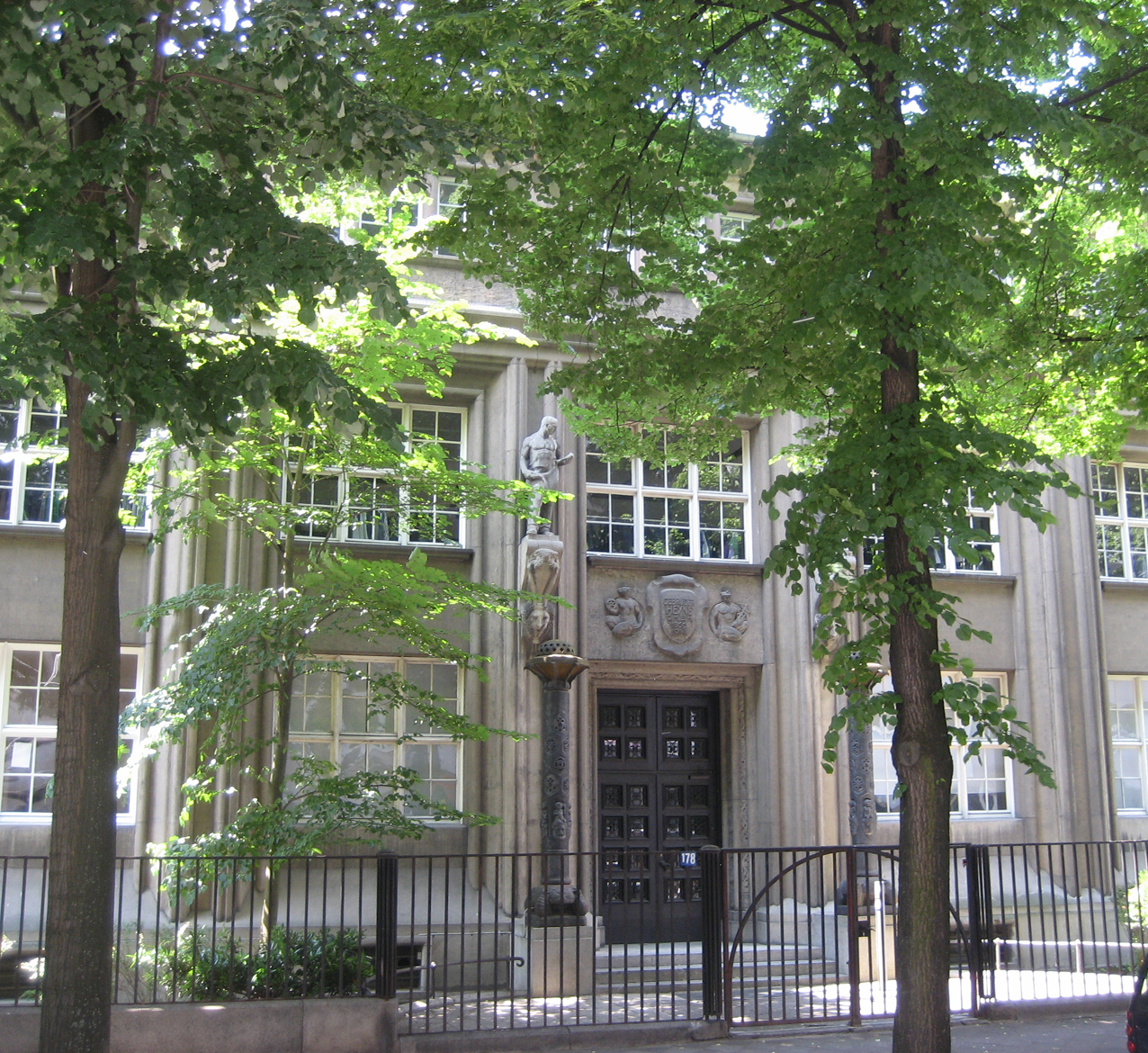
Das Verwaltungsgebäude Fa. Heyne wurde von Hugo Eberhardt entworfen

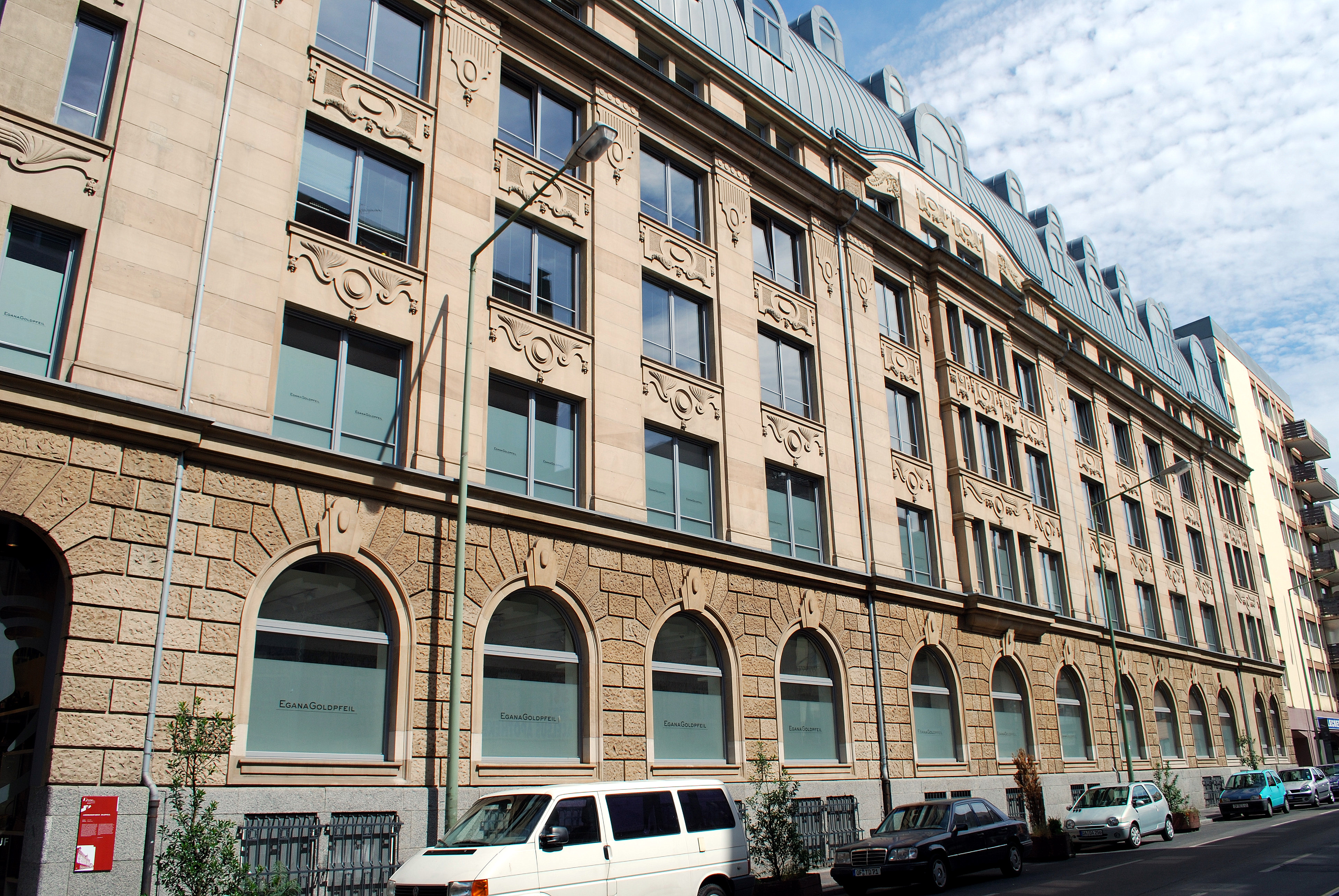
Das Gebäude der Fa. Goldpfeil

Offenbach war inzwischen das führende produzierende Industriezentrum in Südhessen. Mehrere zehntausend Arbeitsplätze waren entstanden. Diese Entwicklung förderte allerdings auch die Anfälligkeit gegenüber wirtschaftlichen und politischen Krisen. Vor und während des Ersten Weltkriegs wurde auch für die Rüstung produziert. Nach den Phasen des Aufschwungs folgten nach Kriegsende als unmittelbare Kriegsfolge Unternehmensinsolvenzen und hohe Arbeitslosigkeit. Politische Parteien begannen mit ihrer Einflussnahme auf die arbeitende oder arbeitslose Arbeiterschaft. Ein positives Beispiel ist die Gründung der Fahrradfabrik Frischauf durch eine der demokratischen SPD nahestehenden Genossenschaft.
Seit 1910 verstand sich die Offenbach selbst als Lederwarenstadt, obwohl dieser Industriezweig inzwischen eher in das Offenbacher Umland abgewandert war.
Der Beginn der nationalsozialistischen Machtübernahme 1933 markiert einen Wendepunkt in der Offenbacher Industriegeschichte. Jüdische Unternehmenseigentümer und Genossenschaften wurden enteignet, die beschlagnahmten Unternehmen verkauft, umstrukturiert und die Belegschaften gleichgeschaltet. Die Produktion richtete sich wieder an den Bedarfen der Rüstungsindustrie aus. Während des Zweiten Weltkrieges wurde die Produktion vor allem mit Zwangsarbeitern und Frauen aufrechterhalten.
Die Nachkriegszeit brachte auf allen Gebieten eine größere Nachfrage nach Waren, auch wenn Lederwaren in der öffentlichen Wahrnehmung das Hauptprodukt der Stadt darstellten. Vor allem in der Region entstanden eine Reihe neuer Lederwarenfabriken. Offenbach selbst beginnt sich langsam als Dienstleistungszentrum zu etablieren. Bereits in den 1970er Jahren wurde Offenbach als eine der ersten Städte mit einem Strukturwandel konfrontiert, da die wichtigen Bereiche Lederwaren und Elektronik nach Fernost verlagert wurden. Die Orientierung auf Dienstleistungen wurde verstärkt, so dass bereits in den 1990er Jahren der Strukturwandel abgeschlossen war. Heute ist Offenbach ein wichtiges Dienstleistungszentrum im Rhein-Main-Gebiet.
Die letzten traditionellen Betriebe spezialisierten sich häufig auf hochwertige Waren, während sich in der Stadt zunehmend Dienstleistungs- und Forschungsunternehmen ansiedelten.

## 21. Jahrhundert
Die Stadt Offenbach hat sich von der ursprünglichen Fabrikstadt zu einer Stadt der Dienstleistungen entwickelt. Einige Fabrikgebäude ehemaliger Betriebe blieben erhalten und wurden als Büroräume (häufig des Design- und Werbebereichs) umgebaut, so etwa die Hassia-Fabrik und die Heyne-Fabrik. Weiterhin siedelten sich Banken, Versicherungen und Vertriebsunternehmen an. Unternehmen wie Groupe SEB (ehemals Rowenta), Areva und Siemens Power Generation (ehemalige Kraftwerk Union) profitieren von der zentralen Lage Offenbachs und haben ihre Dienstleistungsaktivitäten vor Ort ausgebaut, während die Fertigung längst verlagert wurde. Ende 2008 ging EganaGoldpfeil mit der traditionellen Lederwarenmarke Goldpfeil in Insolvenz, die Marke Comtesse wurde selbstständig.
Mittelständische Unternehmen wie Kappus (Seifen) oder Pirazzi (Musiksaiten und chirurgisches Nähmaterial) fertigen und vertreiben Qualitätswaren und sind ein lebendiger Bestandteil der Offenbacher Industriegeschichte.

## Bedeutende Unternehmen der Industriegeschichte Offenbachs
Viele Offenbacher Unternehmen sind inzwischen umbenannt, insolvent, verkauft oder in andere Unternehmen und Konzerne aufgegangen. Trotzdem haben sich einige bis heute erhalten und zeugen von der ehemals herausragenden Bedeutung Offenbachs als Fabrikstadt in Hessen.

### Unternehmen der chemischen Industrie
- Anilinfabrik K. Oehler
- Chemische Fabrik, vormals Otto Kurth KG
- Stearinfabrik Hammonia
- Seifenfabrik Kappus
- Schramm Coatings GmbH (hervorgegangen aus Fa. Christoph Schramm (Bürgel) und Schramm & Hörner (Offenbach), später Schramm & Megerle)

### Unternehmen der metallverarbeitenden Industrie
- Metallwarenfabrik Gebrüder Heyne
- Metallwarenfabrik Gebrüder Schmaltz
- Fahrrad- und Motorradfabrik Frischauf
- Druckmaschinenhersteller Faber & Schleicher
- Maschinenbaufabrik Hartmann
- Maschinenfabrik Collet & Engelhard
- Maschinenfabrik Julius de Bary (Dampfmaschinen)
- Rowenta-Werke
- Stahlbau Lavis
- Schleifmittelfabrik Friedrich Schmaltz (nicht zu verwechseln mit der Firma Gebrüder Schmaltz)

### Unternehmen der lederverarbeitenden Industrie
- Lederwarenfabrik Goldpfeil
- Lederwarenfabrik Picard Lederwaren
- Lederwarenfabrik Gebrüder Krauss
- Lederwarenfabrik Rosenthal
- Lederwarenfabrik Seeger
- Lederherstellung Spicharz
- Schuhfabrik Hassia Gebr. Liebmann
- Schuhfabrik Schönhof

### Unternehmen der Druckindustrie
- Schriftgießerei Gebrüder Klingspor
- Lithografischer Betrieb F. Schoembs
- Lithografischer Betrieb Kramp & Comp.

### Andere Unternehmen
- Heil- und Tafelwasserbetrieb Kaiser-Friedrich-Quelle
- Herdt & Söhne (bis 2007 einer der letzten kleinen Betriebe, die Coca-Cola abfüllten; seitdem Getränkehandel und Mineralwasser)
- Saitenfabrik Pirazzi
- Musikverlag André
- Tabakfabrik Gebrüder Bernard